# 트리필랴

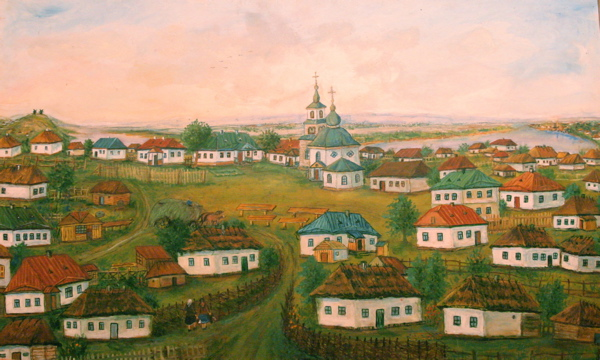
19세기 트리필랴를 묘사한 그림

트리필랴(우크라이나어: Трипiлля, 러시아어: Триполье 트리폴리예[*])는 우크라이나 중부 키예프주에 위치한 마을로 인구는 2,800명(2005년 1월 1일 기준)이다. 드네프르강과 접하며 키예프에서 남쪽으로 약 40km 정도 떨어진 곳에 위치한다. 트리필랴는 슬라브어파 언어로 "3개의 들판"을 뜻한다.
기원전 4300년부터 기원전 4000년까지 존재했던 신석기 시대의 문화인 쿠쿠테니(Cucuteni) 문화로 유명한 곳이다. 1093년 키예프 대공국 시대에 일어난 스투그나 강(Stugna) 전투가 벌어진 곳이다.

## 같이 보기
- 우크라이나의 역사